# 王亮 (宣德進士)
王亮（1395年—？），字希明，順天府大城縣人，民籍。明朝政治人物。進士出身。

## 生平
北京行部鄉試中第三名舉人。宣德八年（1433年）癸丑科會試第十一名，殿試登進士第三甲第三十八名。正統元年八月授大理寺評事，九年七月升河南按察司佥事，丁父憂歸，服闋，十三年四月復除山東佥事，景泰元年十一月升山東副使，二年三月改山西，提調屯田，三年五月升河南右布政使，五年正月考察，天順元年四月冠带闲住。

## 家族
曾祖父王彥實。祖父王得中。父亲王甫林。母史氏。具慶下。兄從政、從美、從讓。娶吕氏。